# ファールブルーフ
ファールブルーフ (Vahlbruch) は、ドイツ連邦共和国ニーダーザクセン州ホルツミンデン郡に属す町村（以下、本項では便宜上「町」と記述する）で、ザムトゲマインデ・ボーデンヴェルダー＝ポレを構成する自治体の一つである。

## 地理

### 位置
ファールブルーフはヴェーザーベルクラント地方のオッテンシュタイナー台地に位置する。

### 隣接する市町村
ファールブルーフはホルツミンデン郡西端の町である。西はノルトライン＝ヴェストファーレン州との州境であり、これを挟んでリュトゲ（リッペ郡）と隣り合う。ここから時計回りにバート・ピルモント（ハーメルン＝ピルモント郡）、オッテンシュタイン、ブレフェルデ、ポレ（いずれもホルツミンデン郡ザムトゲマインデ・ボーデンヴェルダー＝ポレに属す）。

### 自治体の構成
自治体としてのファールブルーフは、首邑であるファールブルーフの他に、その南東に位置するマイボルセン集落を含む。

## 歴史
マイボルセン (Meiborssen) は1508年に Maybarssen という表記で文献に記録されている。
1922年4月からファールブルーフはハーメルン＝ピルモント郡に属していた。ホルツミンデン地域の市町村新設条例による地域再編の際、1973年1月にファールブルーフはホルツミンデン郡に移管され、ザムトゲマインデ・ポレを形成した。
1988年10月18日、イギリス軍の戦闘機F-4ファントムIIがエンジントラブルにより、ブレフェルデ近郊の森に墜落した。パイロットのピーター・ラインとコリン・フライヤーは射出座席でマイボルセンに脱出することができた。これを承けて、ザムトゲマインデ・ポレは、1988年11月に連邦政府に対して、ヴェーザー川上流域での低空飛行を禁止するよう要求した。
2010年1月1日からファールブルーフはザムトゲマインデ・ボーデンヴェルダー＝ポレに属している。

## 宗教

### 教会
聖マテウス教会は1535年以降の宗教改革の時代に建設された。そのオルガンは、ラインハルトの森のオルガン製作の名門であるオイラー家が1845年に建造したもので、2009年から2010年にノイシュタットゲーデンスのヴルム工房で徹底的な修復がなされた。

## 行政

### 議会
ファールブルーフの町議会は 9 議席からなる。

### 紋章
金地で、緑の横帯の上に黒い教会が描かれている。

## 経済と社会資本
農林業の他、ファールブルーフには建具製造、採石、風力発電、修理工場を併設した農作業機械販売といった企業がある。また、マイボルセンには老人ホームがある。
エンマータール国民銀行は長年この町の金融を担ってきたが、ハーメルン＝シュタットハーゲン国民銀行 eG（旧ハーメルン＝ピルモント国民銀行 eG）に吸収合併された。
ファールブルーフの家の番地は、元々の広さに応じてつけられたもので、解り難い付けられ方をしている。集落の中心に案内板があり、番地が表示されている。

## 引用
1. ↑  Landesamt für Statistik Niedersachsen, LSN-Online Regionaldatenbank, Tabelle A100001G: Fortschreibung des Bevölkerungsstandes, Stand 31. Dezember 2023
2. ↑  Samtgemeinde Polle - Vahlbruch